# Hypnum subreptile
Hypnum subreptile är en bladmossart som beskrevs av Jean Édouard Gabriel Narcisse Paris 1900. Hypnum subreptile ingår i släktet flätmossor, och familjen Hypnaceae. Inga underarter finns listade i Catalogue of Life.